# Степанов, Кирилл Андреевич
Кирилл Андреевич Степанов (род. 28 января 1984, Москва) — российский хоккеист, защитник. Тренер.

## Биография
Воспитанник «Динамо» Москва, тренеры Алексей Калинцев, Валерий Голдобин. Выступал за команды «Динамо-2» (2000/01 — 2001/02), «Нефтехимик» (2001/02 — 2003/04 — 47 матчей в Суперлиге), «Витязь» (2003/04), ХК МВД-ТХК и «Голден Амур» (Азиатская хоккейная лига, обе — 2004/05), «Амур» (2004/05 — 2006/07 — 14 матчей в Суперлиге), «Лада» и «Лада-2» (2006/07), «Крылья Советов» (2007/08), «Рысь» (2008/09), «Югра» и «Газовик» (2009/10), «Лада» (ВХЛ, 2010/11), «Гомель» (чемпионат Беларуси, 2011/12 — 2012/13), «Молот-Прикамье» и «Рязань» (ВХЛ, 2013/14), «Сахалин» (АХЛ, 2014/15 — 2015/16).
Тренер в московской школе «Белые медведи».